# Alberto Achá
Alberto Figueroa de Achá (1920. április 3. – 1965) bolíviai válogatott labdarúgó.
A bolíviai válogatott tagjaként részt vett az 1945-ös, az 1946-os, az 1947-es és az 1949-es Dél-amerikai bajnokságon, illetve az 1950-es világbajnokságon.

## Külső hivatkozások
- Alberto Achá – a FIFA adatbázisában